# Anonychia rostrifera
Anonychia rostrifera là một loài bướm đêm trong họ Geometridae.